# Anne Parillaud
Anne Parillaud (an paʁiˈjo; Parigi, 6 maggio 1960) è un'attrice francese attiva nel cinema dal 1977.

## Biografia
Il padre Michel è uno scienziato ed astrologo, mentre la madre è una dietista.
È conosciuta a livello internazionale soprattutto per la sua interpretazione nel film Nikita che le ha valso il Premio César per la migliore attrice ai Premi César 1991. Questa interpretazione le ha fruttato anche il David di Donatello per la migliore attrice straniera edizione 1991.

## Vita privata
Ha avuto una relazione di cinque anni con Alain Delon, dal 1982 al 1986, dopo che la diresse nel film Per la pelle di un poliziotto. Lei aveva ventidue anni, lui quarantasette e di quella relazione, l'attrice ricorda: «mi aveva convinto che la missione della donna è vivere per l'uomo, in pratica a essergli sottomessa».
È stata sposata dal 1986 al 1991 con il regista Luc Besson da cui ha avuto una figlia, Juliette (1987). In seguito si è fidanzata con il produttore Mark Allan da cui ha avuto due figli, Lou (2000) e Theo (2003). Dal 2005 al 2010 è stata sposata con il musicista Jean-Michel Jarre. Jarre ha usato gli occhi della moglie per illustrare la musica del suo lavoro video-discografico su cd AERO. La stessa attrice canta poi in una traccia dell'album discografico Téo & Téa.

## Filmografia parziale

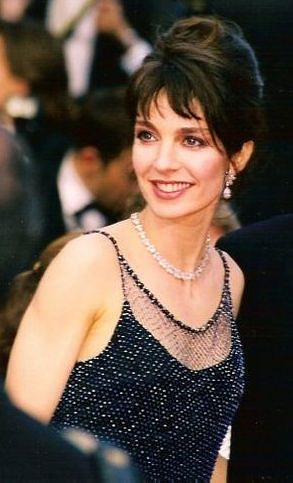
Anne Parillaud a Cannes nel 1998

### Cinema
- Un amour de sable, regia di Christian Lara (1977)
- Slip, regia di Michel Lang (1978)
- Apri bene le orecchie, regia di Hugo Santiago (1979)
- Girls, regia di Just Jaeckin (1980)
- Patrizia, regia di Hubert Frank (1980)
- Per la pelle di un poliziotto (Pour la peau d'un flic), regia di Alain Delon (1981)
- Braccato (Le battant), regia di Alain Delon (1983)
- Giocando con l'assassino, regia di Sébastien Japrisot (1988)
- Che ora è, regia di Ettore Scola (1989)
- Nikita, regia di Luc Besson (1990)
- Avik e Albertine (Map of the Human Heart), regia di Vincent Ward (1992)
- Amore all'ultimo morso (Innocent Blood), regia di John Landis (1992)
- Fino alla follia, regia di Diane Kirys (1994)
- Frankie delle stelle, regia di Michael Lindsay-Hogg (1995)
- Dead Girl, regia di Adam Coleman Howard (1996)
- Transfert pericoloso (Passage à l'acte), regia di Francis Girod (1996)
- La maschera di ferro (The Man in the Iron Mask), regia di Randall Wallace (1998)
- Autopsia di un sogno, regia di Raúl Ruiz (1988)
- Una per tutte (Une pour toutes), regia di Claude Lelouch (1999)
- Gangsters, regia di Olivier Marchal (2002)
- Sex is comedy, regia di Catherine Breillat (2002)
- Deadlines, regia di Ludi Boeken e Michael A. Lerner (2004)
- Terra promessa, regia di Amos Gitai (2004)
- Donne e dintorni (Tout pour plaire), regia di Cécile Telerman (2005)
- Genitori in ostaggio (Demandez la permission aux enfants), regia di Eric Civanyan (2007)
- Une vieille maîtresse, regia di Catherine Breillat (2007)
- In their sleep, regia di Caroline du Potet, Éric du Potet (2010)
- L'imbroglio nel lenzuolo, regia di Alfonso Arau (2010)
- Ce que le jour doit à la nuit (film), regia di Alexandre Arcady (2012)
- À la Recherche, regia di Giulio Base (2023)
- Ballerina, regia di Len Wiseman (2025)

### Televisione
- La marquise des ombres, regia di Édouard Niermans – film TV (2010)

## Riconoscimenti
- David di Donatello
  - 1991 – Migliore attrice straniera per Nikita

- Premio César
  - 1991 – Migliore attrice per Nikita

## Doppiatrici italiane
Nelle versioni in italiano delle opere in cui ha recitato, Anne Parillaud è stata doppiata da:
- Laura Boccanera in Nikita, Avik e Albertine, Fino alla follia, Terra promessa
- Emanuela Rossi in Per la pelle di un poliziotto
- Valeria Perilli in Che ora è
- Simona Izzo in Amore all'ultimo morso
- Cristina Boraschi in La maschera di ferro
- Beatrice Palme in Gangsters